# Vohimalaza
Vohimalaza est une commune urbaine malgache située dans la partie sud-est de la région d'Atsimo-Atsinanana.